# Cuevas Bajas (kommunhuvudort)
Cuevas Bajas är en kommunhuvudort i Spanien.   Den ligger i provinsen Provincia de Málaga och regionen Andalusien, i den södra delen av landet, 400 km söder om huvudstaden Madrid. Cuevas Bajas ligger 329 meter över havet och antalet invånare är 1 476.
Terrängen runt Cuevas Bajas är kuperad åt sydost, men åt nordväst är den platt. Cuevas Bajas ligger nere i en dal. Runt Cuevas Bajas är det ganska glesbefolkat, med 48 invånare per kvadratkilometer. Närmaste större samhälle är Lucena, 19,3 km norr om Cuevas Bajas. Trakten runt Cuevas Bajas består till största delen av jordbruksmark.